# Церква Всіх Святих (Гамбург)
Церква Всіх Святих (укр. Церква Всіх Святих, нім. Allerheiligenkirche) — одна з головних церков Апостольського екзархату Німеччини та Скандинавії УГКЦ. Розташована в Гамбурзі.

## Історія
Будівництво церкви та громадського центру почалося в кінці 1970-х років для іммігрантів-українців, що належать уніатській церкві візантійського обряду — УГКЦ. Будівництво ініціював архієпископом [Йосиф (Сліпий)]], який відвідав громаду в 1969 році. У 1980 році відбулося урочисте освячення нової церкви.
Автор дизайну — Карлхайнц Баргхольц. Храм є цегляною будівлею квадратної форми з апсидою на сході. Згори — покритий міддю купол.
Інтер'єр церкви розділений на вхідну зону, кімнату вірних і святилище, розділене іконостасом. З багатого художнього оформлення особливо підкреслюються стельові фрески: у куполі Христос, оточений ангелами, пророками і євангелістами; над вівтарем Діва Марія з благословенням Христа Дитини. Автором інтер'єру церкви є сербський чернець Данило Марунич.